# Národní konvent
Národní konvent (francouzsky Convention nationale) byl nejvyšším zákonodárným i výkonným orgánem ve Francii od 21. září 1792 do 26. října 1795. Moc byla konventu předána Zákonodárným shromážděním, které se tímto úkonem samo rozpustilo. Již prvního dne Konvent zrušil monarchii a vyhlásil republiku. Za jeho působení prošla Francie vrcholnou fází Revoluce i obdobím thermidoriánské reakce. Jeho činnost byla ukončena vyhlášením Ústavy z roku III, po níž byl zaveden režim Direktoria.

## Volby, složení a  fungování
Národní konvent byl prvním zákonodárným sborem ve Francii, jehož poslanci byli zvoleni na základě všeobecného volebního práva (pouze pro muže). Věkové omezení bylo 21 let pro voliče, poslancem se mohl stát muž po dovršení 25 let. Nepřímá volba se konala od 2. do 10. září 1792  - po volbě volebních kolegií primárními shromážděními (26. srpna).

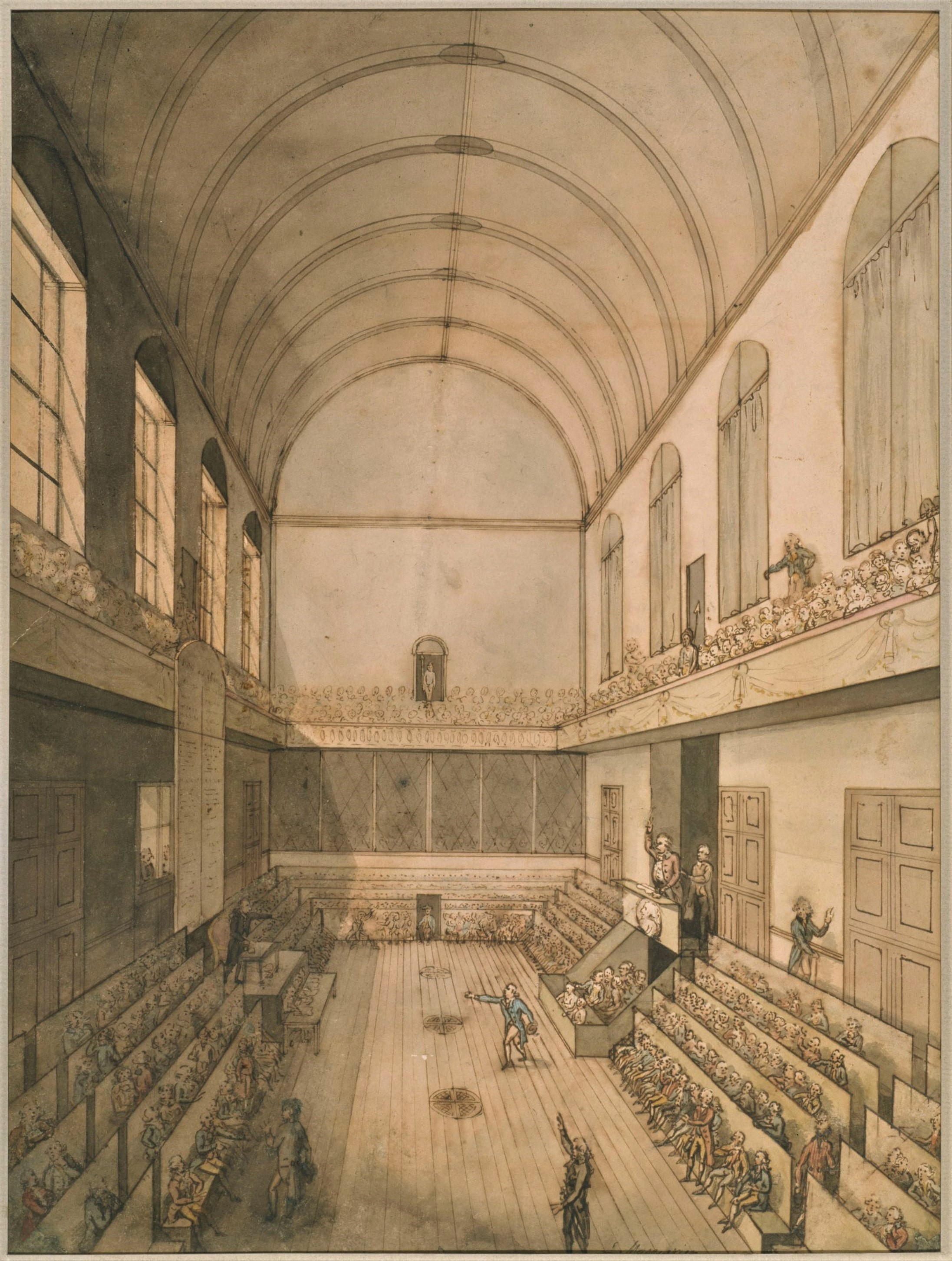
Sněmovna Národního konventu

Konvent měl 749 poslanců a 154 náhradníků. Z celkového počtu jich téměř třetina zasedala již dříve v Ústavodárném (96) nebo v Zákonodárném shromáždění (189). Poslanci se dělili do tří hlavních skupin. Tzv. hora neboli montagnardi, byli radikální poslanci, zpočátku v menšině, později nejsilnější a nejsoudržnější strana (302-309 poslanců). Dále zde byli girondisté, zvaní též podle svého vůdce brissotini (178-227 poslanců), a tzv. rovina či bažina, nevyhranění poslanci, kteří hlasovali různě podle situace (153-250 poslanců).
Národní konvent zasedal v Tuilerijském paláci, nejdříve v jízdárně, od května 1793 v bývalém divadelním sále (Salle des Machines). Volil svého předsedu vždy na 14 dní a odcházející předseda mohl být znovu zvolen po uplynutí dalších 14 dnů. Obvykle se zasedání konala ráno, ale často se také konala večerní sezení, která se často protahovala dlouho do noci. Někdy za výjimečných okolností se Konvent prohlásil za stálé zasedání a zasedal několik dní bez přerušení.
Konvent byl sborem legislativním, ale vykonával i výkonnou moc, a to prostřednictvím výborů, které zastupovaly ministerstva. Mezi nevýznamnější patřil Výbor všeobecné bezpečnosti a od dubna 1793 Výbor veřejného blaha.

## Historie
Historii konventu lze rozdělit na tři etapy podle toho, kdo byl v určitém období vůdčí silou:
- Girondinský Konvent (21. září 1792 – 2. června 1793)
- Montagnardský Konvent (2. června 1793 – 27. července 1794 = 9. thermidor roku II)
- Thermidorský Konvent (27. července 1794 – 26. října 1795 = 5. fructidor roku III).

Na svém prvním zasedání 21. září 1792 Konvent vyhlásil republiku (l'an I de la République française) a oficiálně sesadil krále Ludvíka XVI. (la royauté est abolie en France).

Ludvík XVI. před Konventem

### Girondinský Konvent
V prvním období měli v konventu převahu girondisté, umírnění republikáni. Větší část z nich pocházela z provincií a snažili se o oslabení moci Paříže, za což dostali také označení federalisté. K nejvýznamnějším patřili Brissot, Vergniaud, Condorcet, Guadet, Roland či Pétion. Marně vzdorovali stále silnějšímu tlaku montagnardů, nakonec při procesu s králem většinou též hlasovali pro smrt, i když s odložením. V době válečných neúspěchů a vzpoury ve Vendée montagnardi kritizovali jejich slabost a neochotu přijmout mimořádná opatření. Lidové povstání koncem května 1793 vedené pařížskou komunou pak přimělo Konvent k vyloučení 29 girondistických poslanců.

### Montagnardský Konvent

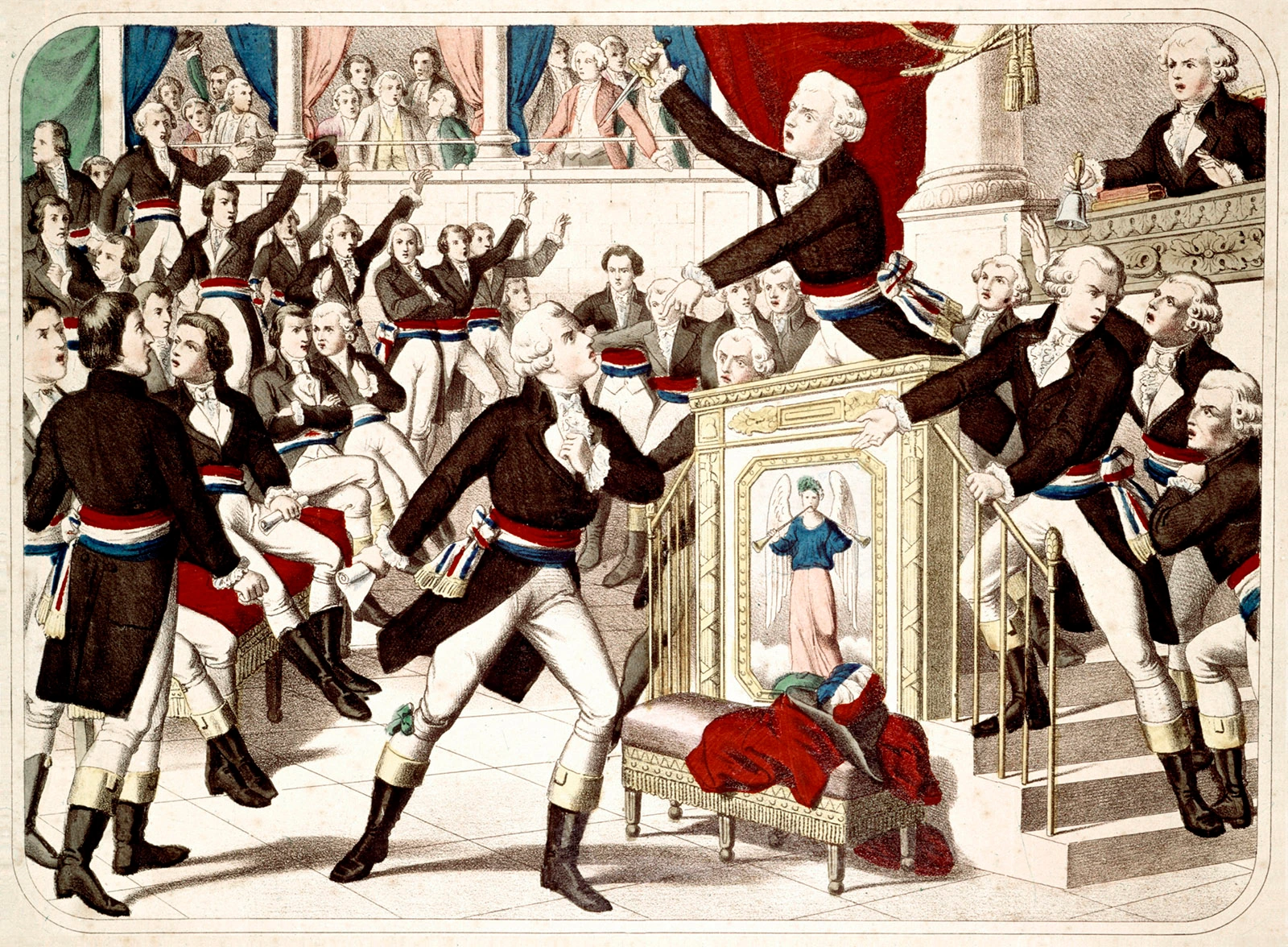
Thermidorský převrat

Po vypuzení girondinů se k moci dostali poslanci z klubů jakobínů (který již předtím girondini opustili) a kordeliérů. Z nich byli nejaktivnější Danton, Robespierre a Marat. Konvent přijal ústavu, jejíž platnost však byla pozastavena kvůli válečné situaci, a přijal některá sociální opatření. Skutečnou moc v zemi měl v té době Výbor pro veřejné blaho. Rostl význam již dříve zřízeného revolučního tribunálu, na podzim roku 1793 přijal Konvent zákon o podezřelých. Jakobínský teror se stupňoval a přibývalo poprav. Nejprve mu padli za oběť girondisté, popravena byla královna Marie Antoineta. Konvent vysílal své zástupce na mise k armádě a do neklidných departementů, kde někteří páchali neodpustitelná zvěrstva. Na jaře roku 1794 se Výbor veřejného blaha vedený Robespierrem vypořádal s frakcemi hébertistů a shovívavých. Konvent, ochromený strachem, nakonec při thermidorském převratu jakobínskou diktaturu svrhl.

### Thermidorský Konvent
Po převratu Konvent obnovil svou iniciativu a skoncoval s vládou výborů - bylo rozhodnuto, že žádný člen výboru nesmí zastávat úřad déle než čtyři měsíce. Revoluční tribunál byl zbaven svých mimořádných pravomocí. K moci se dostali poslanci středu spolupracující s girondisty a umírněnými montagnardy. Vypracovali ústavu, která měla revoluci ukončit. Ústava významně omezila volební právo a snažila se rozdělit moc takovým způsobem, aby už nemohlo dojít k jejímu zneužití.